# Supreme Court (Irland)

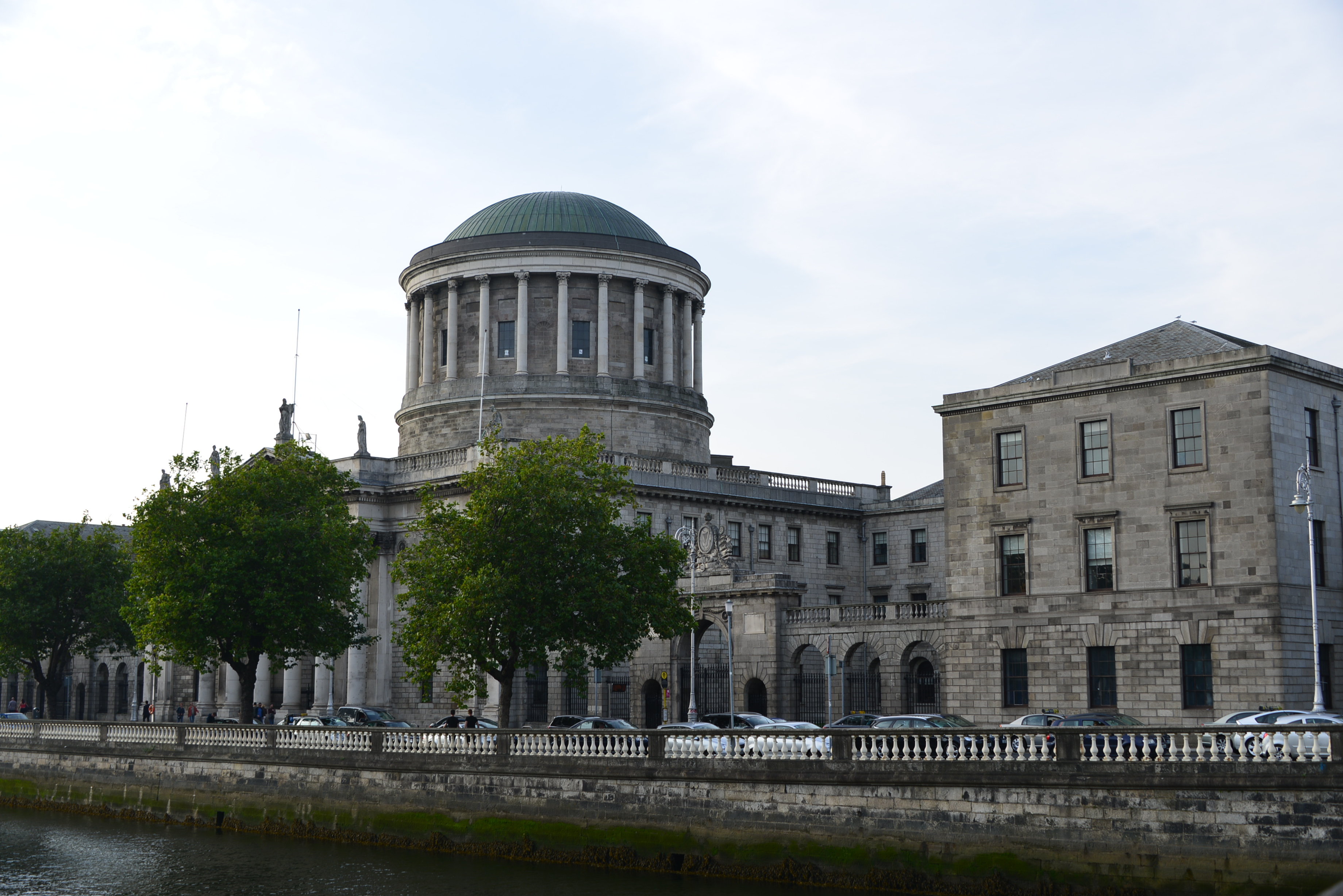
Four Courts, Dublin, Sitz des Supreme Courts

Der Supreme Court (Oberster Gerichtshof; irisch: An Chúirt Uachtarach) ist die höchste gerichtliche Instanz in der Republik Irland und überprüft auch Urteile und Gesetze auf ihre Verfassungsmäßigkeit. Der Supreme Court besteht aus dem obersten Richter, der den Vorsitz führt, sowie aus sieben weiteren Richtern. Richter des Supreme Court werden durch die Regierung vorgeschlagen und durch den irischen Präsidenten ernannt. Der Supreme Court hat seinen Sitz im Four Courts in Dublin. Den Vorsitz (Chief Justice of Ireland) führt aktuell der Richter Donal O’Donnell.

## Geschichte
Die Grundlage für den (modernen) Supreme Court wurde unter der Verfassung von 1937 geschaffen. Ungewöhnlich ist die Tatsache, dass das Gericht aber erst seit 1961 existiert, da die Übergangsvorschriften von der Freistaatenverfassung zur Verfassung von 1937 dem Supreme Court des irischen Freistaates weiterhin zu existieren erlaubten, solange kein Gesetz die neue Gerichtsbarkeit erschafft. Und so wurde – im gewissen Maße versehentlich – erst 1961 der neue Supreme Court per Gesetz ins Leben gerufen. Einige Rechtsanwälte zweifelten daran, dass alle Entscheidungen des alten Gerichts von 1937 bis 1961 rechtens waren, da der neue Supreme Court weitergehende Machtbefugnisse hatte; insbesondere bei Fragen bzgl. der Verfassungsmäßigkeit von Gesetzen – war doch das alte Gericht unter einer alten Verfassung eingerichtet worden. Die Frage, ob Entscheidungen aus dieser Zeit wirklich rechtskräftig sind und nicht revidiert werden können, beschäftigt noch heute irische Gerichte.

## Zusammensetzung und Aufgaben
Die exakte Anzahl der Richter ist per Gesetz festgelegt, kann aber geändert werden. Aktuell (2025) besteht der Supreme Court aus acht Richtern und einem Vorsitzenden. Von Amts wegen gehört auch der Präsident des High Court (oberstes Zivil- und Strafgericht) und die Präsidentin des Court of Appeal zum Supreme Court. Urteile werden in Gruppen von drei, fünf oder acht Richtern gefällt, wobei es bei Verfassungsfragen immer fünf oder acht Richter sein müssen. Richter des Supreme Court können ihres Amtes enthoben werden, aber nur in Fällen von Amtsmissbrauch oder Unvermögen und wenn dies von beiden Häusern des Parlaments gemeinsam in einer Resolution beschlossen wird. Mit einer solchen Resolution wird der Richter daraufhin vom Präsidenten entlassen.
Der Supreme Court dient als Berufungsgericht für Urteile des High Court sowie (in speziellen Fällen) von untergeordneten Gerichten, beschränkt sich dabei aber in der Regel auf die Überprüfung der Rechtmäßigkeit von Urteilen. Artikel 12 der Verfassung legt weiterhin fest, dass der Supreme Court mit einer Anzahl von mindestens fünf Richtern entscheiden kann, dass der Präsident „permanent nicht in der Lage ist, sein Amt auszuüben“, um ihn daraufhin seines Amtes zu entheben. Das Gehalt eines Richters kann, solange er sich im Amt befindet, nicht gekürzt werden.
Heutzutage teilt sich die irische Judikative ihre Machtbefugnisse mit zwei über-nationalen Gerichten: dem Internationalen Strafgerichtshof sowie dem Europäischen Gerichtshof. In Fragen bezüglich der korrekten Interpretation europäischer Gesetze haben die Entscheidungen des europäischen Gerichtshofs Vorrang vor denen des Supreme Court. Auch die Urteile des Europäischen Gerichtshofs für Menschenrechte sind in Irland übergeordnet.
Die Präsidentin oder der Präsident des Supreme Court sind stets auch im Amt des Chief Justice of Ireland. 

### Zusammensetzung
| Name              | Ernannt       | Bemerkungen                                      |
| ----------------- | ------------- | ------------------------------------------------ |
| Donal O’Donnell   | März 2010     | seit Oktober 2021 Chief Justice of Ireland       |
| Elizabeth Dunne   | Juli 2013     |                                                  |
| Peter Charleton   | Juni 2014     |                                                  |
| Iseult O’Malley   | Oktober 2015  |                                                  |
| Séamus Woulfe     | Juli 2020     |                                                  |
| Gerard Hogan      | Oktober 2021  |                                                  |
| Brian Murray      | Februar 2022  |                                                  |
| Maurice Collins   | November 2022 |                                                  |
| Aileen Donnelly   | Juni 2023     |                                                  |
| Caroline Costello | Juli 2024     | von Amts wegen (Präsidentin des Court of Appeal) |
| David Barniville  | Juli 2022     | von Amts wegen (Präsident des High Court)        |

## Rechtliche Überprüfung
Die irische Verfassung schreibt in Artikel 15.4.2 vor, dass,
jedes Gesetz, das vom Parlament (Oireachtas) verabschiedet wird und das in irgendeiner Form gegen diese Verfassung verstößt, in Umfang dieser Diskrepanzen ungültig ist.
Die Aktivitäten der irischen Regierung (als Exekutive) müssen also sowohl gesetzlich als auch verfassungsmäßig korrekt sein. Die Verfassung gibt dem Supreme Court das Recht die Gesetze zu überprüfen und die Verfassung zu interpretieren. Das Gericht kann demnach Gesetze (oder Teile davon) für ungültig erklären, wenn diese gegen die Verfassung verstoßen. Der Supreme Court interpretiert aber auch normale Gesetze und klärt Fragen zu deren Interpretation. Ein Gesetzesentwurf, der durch die Ermessensentscheidung des Präsidenten bereits im Vorfeld vom Supreme Court auf Verfassungsmäßigkeit geprüft und nicht beanstandet wurde, kann allerdings nach Inkrafttreten des Gesetzes nicht mehr für ungültig erklärt werden. Erst nach einigen Jahrzehnten, wuchs die Bedeutung des Supreme Court, das in den letzten Jahren einige bedeutende Entscheidungen getroffen hat.

## Wichtige Entscheidungen
- 1971 – Der Staat ist nicht länger vor Klagen immun
- 1973 – verfassungsrechtliche Prüfung des Abkommen von Sunningdale
- 1974 – Legalisierung von Verhütungsmitteln
- 1983 – Homosexualität nach wie vor gesetzeswidrig (später durch den Europäischen Gerichtshofs für Menschenrechte aufgehoben)
- 1987 – Ratifizierung der europäischen Verträge
- 1990 – verfassungsrechtliche Prüfung des Anglo-Irischen Abkommens von 1985
- 1992 – Abtreibung im Falle des Risikos des eigenen Lebens legal
- 1995 – Die Regierung kann nicht öffentliche Gelder verwenden, um eine Seite bei einer Volksbefragung zu unterstützen
- 2022 – Das CETA-Abkommen kann nur nach Änderung der nationalen Schiedsgerichtsregeln durch Irland ratifiziert werden